# Ryszard Torzecki

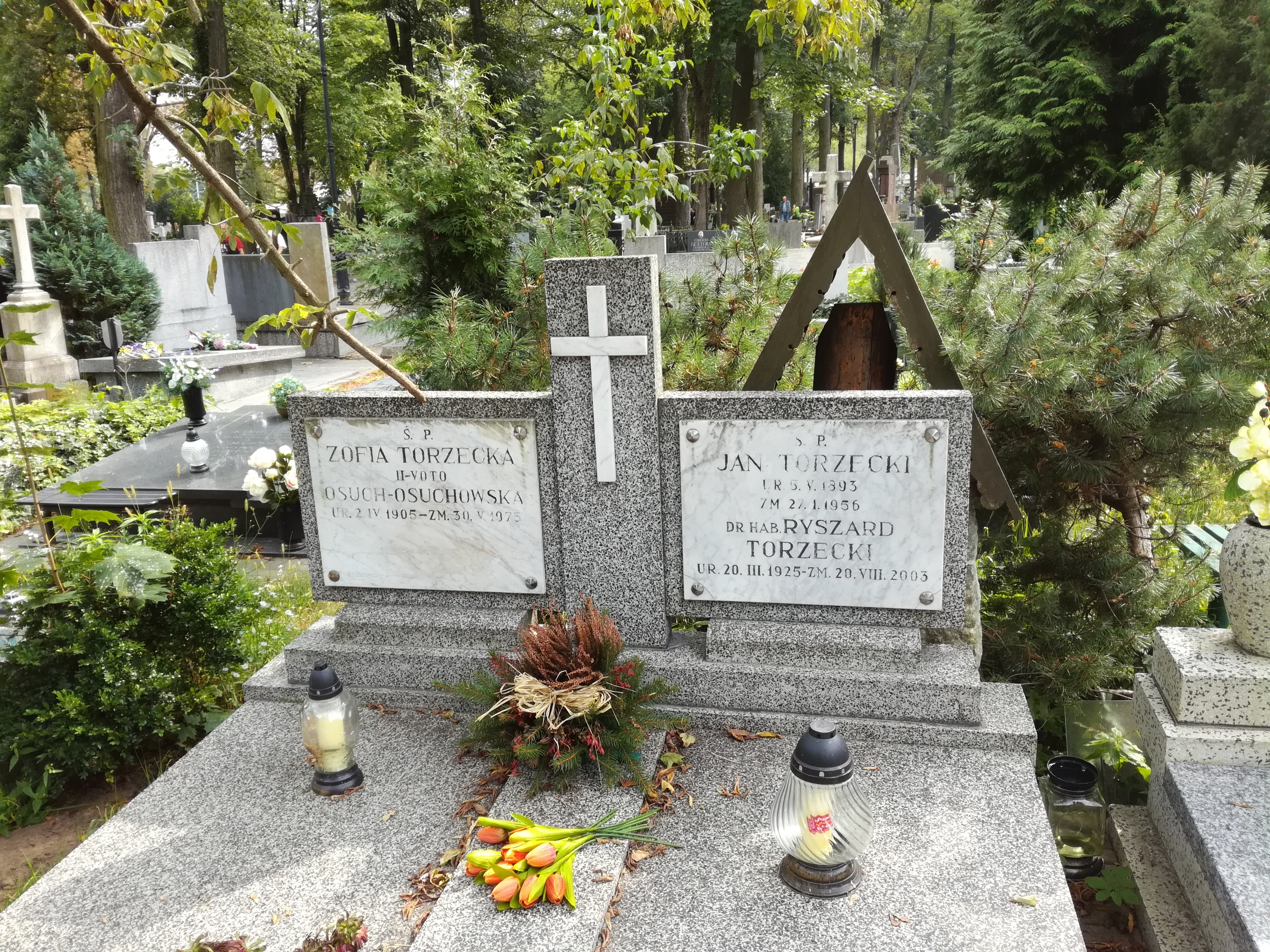
grób Ryszarda Torzeckiego na Starym Cmentarzu w Łodzi

Ryszard Torzecki (ur. 20 marca 1925 w Łodzi, zm. 20 sierpnia 2003 w Konstancinie) – polski historyk, nestor polskich badań ukrainoznawczych, doktor habilitowany, docent. Specjalizował się w dziejach stosunków polsko-ukraińskich.

## Życiorys
Urodził się w rodzinie robotniczej. Naukę rozpoczął w Gimnazjum Miejskim w Łodzi pod kierunkiem Zygmunta Lorenza, znanego łódzkiego historyka. Okupację niemiecką 1939 – 1945 przeżył w Łodzi, pracując przymusowo.
W roku 1946 ukończył Gimnazjum i Liceum Miejskie, a następnie podjął studia ekonomiczne w Szkole Głównej Handlowej (filia w Łodzi, przekształcona później w Wydział Ekonomiczno-Socjologiczny Uniwersytetu Łódzkiego). Studia ukończył w roku 1949. Następnie przez wiele lat pracował na różnych stanowiskach ekonomicznych w centralnych jednostkach gospodarki państwowej PRL.
Po przełomie październikowym 1956 r podjął eksternistyczne studia historyczne na Uniwersytecie Warszawskim, które ukończył w roku 1962 magisterium na temat stosunków polsko-niemieckich w roku 1939. Pod wpływem prof. Józefa Dutkiewicza rozpoczął badania dotyczące stosunków ukraińsko-niemieckich. Rezultatem tych prac był obroniony w roku 1970 doktorat Kwestia ukraińska w polityce III Rzeszy (1933-1945), opublikowany w Warszawie w roku 1972 r.
W styczniu 1971 rozpoczął pracę naukową w Instytucie Historii Polskiej Akademii Nauk prowadząc badania w zakresie historii najnowszej Europy środkowo-wschodniej, a szczególnie kompleksu stosunków ukraińsko-polsko-niemieckich. Swoje zainteresowania badawcze koncentrował wokół dziejów Europy środkowo-wschodniej w XX wieku, polityki wschodniej polityki Watykanu, dziejów kościoła greckokatolickiego. Fascynowała go postać metropolity Andrzeja Szeptyckiego. W kręgu zainteresowań doc. Torzeckiego znajdowała się też II wojna światowa. Pisał na temat reżimu okupacyjnego na Wschodzie, ruchu oporu, kwestii kolaboracji z Niemcami oraz ruchów niepodległościowo-wyzwoleńczych. Z czasem jednak ograniczał swe zainteresowania do dziejów Ukrainy i stosunków polsko-ukraińskich w latach międzywojennych i w okresie wojny i okupacji.
Materiały do swych prac zbierał nie tylko w archiwach i bibliotekach polskich, ale także w Niemczech, Wielkiej Brytanii, Czechosłowacji i Stanach Zjednoczonych. Wielokrotnie próbował bezskutecznie uzyskać zezwolenie na korzystanie z archiwów ZSRR – nie dopuszczono go do badań w archiwach sowieckich na Ukrainie.
Materiał archiwalny starał się pogłębiać i konfrontować ze świadkami opisywanych wydarzeń. Dążył do nawiązania bezpośrednich kontaktów z byłymi polskimi i ukraińskimi politykami i działaczami przebywającymi po II wojnie światowej na emigracji. Utrzymywał stały kontakt ze środowiskiem ukraińskim w Polsce, szczególnie warszawskim, w tym i z duchowieństwem greckokatolickim.
W roku 1986 przedstawił rozprawę habilitacyjną poświęconą mniejszości ukraińskiej oraz polityce władz państwowych II Rzeczypospolitej w stosunku do niej, opublikowaną w trzy lata później pt. Kwestia ukraińska w Polsce w latach 1923–1929 (Kraków 1989).
Następnie podjął badania nad okresem najbardziej kontrowersyjnym w dziejach stosunków polsko-ukraińskich – latami II wojny światowej. Efektem prac była książka:Polacy i Ukraińcy. Sprawa ukraińska w czasie II wojny światowej na terenie II Rzeczypospolitej, opublikowana w 1993 r.
Uaktywnił się w latach 90. XX w. Pisał, był konsultantem powołanej przez Sejm RP Komisji do spraw Mniejszości Etnicznych i Narodowych. Bacznie obserwował wydarzenia polityczne na niepodległej od 1991 roku Ukrainie i historiografię ukraińską. Gwałtownie pogarszał się stan jego zdrowia, zwłaszcza wzroku. Z tego powodu w roku 1991 zrezygnował z zajmowanego stanowiska w Instytucie Historii PAN, kontynuując pracę naukową w domu. Związał się z warszawskim klasztorem oo. bazylianów. Jego pragnieniem było jak najpełniejsze zbadanie postaci greckokatolickiego metropolity lwowskiego abp. Andrzeja Szeptyckiego.
Od 1998 roku Ryszard Torzecki przebywał w Domu Rencisty PAN w Konstancinie. Poważna choroba oczu uniemożliwiła mu dalszą pracę naukową, choć do końca życia obserwował stan badań stosunków polsko-ukraińskich oraz życia politycznego na Ukrainie.
Zmarł nagle 20 sierpnia 2003 r. Uroczystości pogrzebowe w asyście przedstawicieli polskiego świata nauki, społeczności ukraińskiej w Polsce i delegacji z ambasady Ukrainy w Warszawie odbyły się w cerkwi oo. Bazylianów w Warszawie. Został pochowany na Starym Cmentarzu w Łodzi.

## Dorobek naukowy
Dorobek naukowy Ryszarda Torzeckiego obejmuje około 100 prac i artykułów, recenzji, wystąpień.
Jego zaangażowanie naukowe i postawa społeczna zostały zauważone przez hierarchów Kościoła greckokatolickiego na Ukrainie. W 2002 roku metropolita lwowski abp większy kardynał Lubomyr Huzar nagrodził go specjalną hramotą za przybliżanie postaci abp. Andrzeja Szeptyckiego i wkład w pojednanie polsko-ukraińskie. Ryszard Torzecki jeszcze za życia przekazał swój księgozbiór i materiały rękopiśmienne do biblioteki klasztornej oo. Bazylianów w Warszawie.
Publikował swe artykuły również w prasie ukrainoznawczej i ukraińskiej w Polsce, szczególnie w Warszawskich Zeszytach Ukrainoznawczych, Krakowskich Zeszytach Ukrainoznawczych, Przeglądzie Wschodnim, Wrocławskich Studiach Wschodnich, Sprawach Narodowościowych, kwartalniku Karta, miesięcznikach Zustriczi oraz Nasza Kultura (dodatku do tygodnika Nasze Słowo), periodykach społeczno-kulturalnych Znak, Więzi, Dziś, Tygodnik Powszechny.
Jego praca Polacy i Ukraińcy. Sprawa ukraińska w czasie II wojny światowej na terenie II Rzeczypospolitej została uznana przez polskich historyków: Andrzeja Leona Sowę, Grzegorza Motykę i Rafała Wnuka za podstawową pracę dotyczącą stosunków polsko-ukraińskich w czasie II wojny światowej.
W jednym z artykułów (Stosunki polsko-ukraińskie od epoki unii lubelskiej do 1945 roku, s. 340–344) opublikowanym w 1999 r. w ramach zbiorowej pracy historyków pt. Europa NIE prowincjonalna, Torzecki twierdził, że mordy na Polakach nie były planowym działaniem UPA, a jedynie próbą wyrugowania z ziem. Zaprzeczają temu dowody znajdujące się w archiwach SBU w postaci rozkazów dowództwa grupy UPA-Północ, a zwłaszcza tajna dyrektywa dowódcy grupy UPA-Piwnycz, Dmytra Klaczkiwskiego, której dowód istnienia został opublikowany w pracy zbiorowej polskich historyków, pod redakcją Władysława Filara „Przed Akcją Wisła, był Wołyń” (Warszawa 2000, s. 38).
Czesław Partacz, w odniesieniu do tematyki polsko-ukraińskiej, nazywa Ryszarda Torzeckiego nestorem „historyków rewizjonistów”, którzy bezkrytycznie wykorzystywali jako źródła działaczy i bojówkarzy OUN, lansując również przekłamujące rzeczywistość hasła jak „wojna polsko-ukraińska na Kresach”.

## Publikacje
- Kwestia ukraińska w polityce III Rzeszy (1933-1945), Warszawa 1972, Wyd. Książka i Wiedza.
- Kwestia ukraińska w Polsce w latach 1923–1929, Kraków 1989, Wyd.Wydawnictwo Literackie, ISBN 83-08-01977-3.
- Polacy i Ukraińcy. Sprawa ukraińska w czasie II wojny światowej na terenie II Rzeczypospolitej, Warszawa 1993 Wyd. PWN, ISBN 83-01-11126-7.
- Niektóre aspekty hitlerowskiej polityki wobec Ukraińców (1940-1944), [w:] Z dziejów stosunków polsko-radzieckich. Studia i materiały, t. V, red. T. Cieślak (Warszawa 1969)
- Geneza rozłamu w Organizacji Ukraińskich Nacjonalistów, „Studia z dziejów ZSRR i Europy Środkowej” 1969, t. V
- Polityka hitlerowska wobec okupowanej Ukrainy, [w:] Związek Radziecki w latach wielkiej wojny narodowej: 1941-1945, red. P. Łossowski, Wrocław 1979
- Kontakty polsko-ukraińskie na tle problemu ukraińskiego w polityce polskiego rządu emigracyjnego i podziemia (1939-1944), [w:] Dzieje Najnowsze 1981, nr 1-2
- Z dziejów stosunków polsko-ukraińskich na Lubelszczyźnie, [w:] Stan i perspektywy badań historycznych lat wojny i okupacji: 1939-1945, Warszawa 1988
- Metropolita Andrzej Szeptycki, Znak 1988, nr 400(9)
- Postawa metropolity, Więź 1988, nr 7-8;
- Mytropołyt Andrij Szeptyćkyj i nacjonalni probłemy, Warszawskie Zapiski Ukrainoznawcze 1989, z. 1
- Świat kultury i nauki Lwowa (1936-1941), [w:] Kaźń profesorów lwowskich. Lipiec 1941. Studia oraz relacje i dokumenty, zebrane i opracowane przez Z. Alberta, Wrocław 1989 (wspólnie z C. Madajczykiem);
- Ukraińcy we wrześniu 1939, „Zustriczi” 1990
- Polska myśl polityczna wobec kwestii ukraińskiej w czasie II wojny światowej (kraj i emigracja), [w:] Polska – Polacy – mniejszości narodowe, red. W. Wrzesiński, Wrocław-Warszawa-Kraków 1992
- Przyczyny i skutki konfliktu polsko-ukraińskiego w czasie II wojny światowej, Dzieje Najnowsze 1993, nr 3
- Wielki głód na Ukrainie w latach 1931–1933, Warszawskie Zeszyty Ukrainoznawcze 1994, z. 2
- Problemy porozumienia polsko-ukraińskiego w okresie II wojny światowej, Warszawskie Zeszyty Ukrainoznawcze 1994, z. 2
- Stosunki polsko-ukraińskie na powojennych rozdrożach: Próba bilansu, Dzieje Najnowsze 1995, nr 4
- Piłsudski i Petlura w latach 1919–1923, [w:] Międzymorze: Polska i kraje Europy Środkowo-Wschodniej: XX wiek. Studia ofiarowane Piotrowi Łossowskiemu w 70-tą rocznicę urodzin, Warszawa 1995
- Polacy – Ukraińcy w latach 1939–1948, Annales Universitatis Mariae Curie-Skłodowska. Sectio F 1996, v. LI
- Sprawy polsko-ukraińskie przed i po Jałcie (1944-1945), [w:] Jałta. Szkice i polemiki: Zbiór studiów, red. M. Drozdowski, Warszawa 1996
- Federacja czy wspólna obrona niezależności: Piłsudski i Petlura w latach 1919–1923, Warszawskie Zeszyty Ukrainoznawcze 1996, z. 3
- Na drodze do jedności Kościoła greckokatolickiego i prawosławnego: Z dziejów współżycia grekokatolików z prawosławnymi w XX w., „Warszawskie Zeszyty Ukrainoznawcze” 1997, z. 4-5
- Myśl ekumeniczna metropolity Andrzeja Szeptyckiego a porozumienie Kościoła rzymskokatolickiego z Cerkwią prawosławną, „Warszawskie Zeszyty Ukrainoznawcze” 1997, z. 4-5
- Na temat historiografii stosunków polsko-ukraińskich w latach 1918–1956, „Dzieje Najnowsze” 1998, nr 3
- Stosunki polsko-ukraińskie od epoki unii lubelskiej do 1945 r., [w:] Europa nieprowincjonalna: Przemiany na ziemiach wschodnich dawnej Rzeczypospolitej, red. K. Jasiewicz, Warszawa 1999.